# Prêmio Literário Livraria Asabeça
O Prêmio Literário Livraria Asabeça é uma premiação anual outorgada pelo grupo editorial Scortecci que tem por objetivo descobrir novos talentos e promover a literatura brasileira, nas categorias: poesias, contos e crônicas.